# Big Rapids (Michigan)
Big Rapids város az USA Michigan államában, Mecosta megyében, melynek megyeszékhelye is. Lakosainak száma 7727 fő (2020. április 1.).

## Népesség
A település népességének változása:
| Lakosok száma | 1237 | 10 601 | 7727 |
|               | 1870 | 2010   | 2020 |